# Поляков, Эдуард Леонидович
Эдуард Леонидович Поляков (род. 24 января 1966, Лениногорск, Восточно-Казахстанская область) — советский и российский хоккеист, нападающий.

## Биография
Воспитанник усть-каменогорского «Торпедо». В сезоне 1983/84 дебютировал за команду в первой лиге. В 1987 году получил приглашение из Воронежа, но перешёл в омский «Авангард», где стал играть в первой пятёрке с Елаковым, Жилинским, Гуровым и Архиповым. Клуб из второй лиги быстро вышел в высшую, но у Полякова в 1990 году случился конфликт с главным тренером Киселёвым, и он перешёл в тольяттинскую «Ладу», которую покинул уже через полтора года из-за конфликта с Геннадием Цыгуровым.
В 1992 году по приглашению Виктора Семыкина, с которым работал в «Торпедо», перешёл в норильский «Заполярник». Затем играл за «Авангард» (1994/95), «Заполярник» (1995/96), «Липецк» (1996/97 — 1998/99), «Амур» (1999/2000), «Энергию» Кемерово (2001—2003).
Стал жить в Липецке, стал частным предпринимателем.
Две дочери. Сын занимался хоккеем в ярославском «Локомотиве», где получил серьёзную травму, после которой восстанавливался пять лет; играл в чемпионате Липецкой области за ЕГУ.